# Psí separační úzkost
Separační úzkost psů je jev, který vzniká u psů, kteří jsou ve velkém nebo náhlém stresu pramenícího z odloučení. Je to ochranný pud, jenž se může začít při stresu postupně projevovat a při dlouhodobějším stresové zátěži i prohlubovat. Dojde k přetížení nervové soustavy a dokonce může dojít i k jejímu postupnému selhávání. Nervová soustava není v té chvíli řízena vědomím psa. Je tedy nutno si uvědomit, že pes neničí věci cíleně, ale jen ve snaze překonat nějakou překážku, která mu brání v útěku.

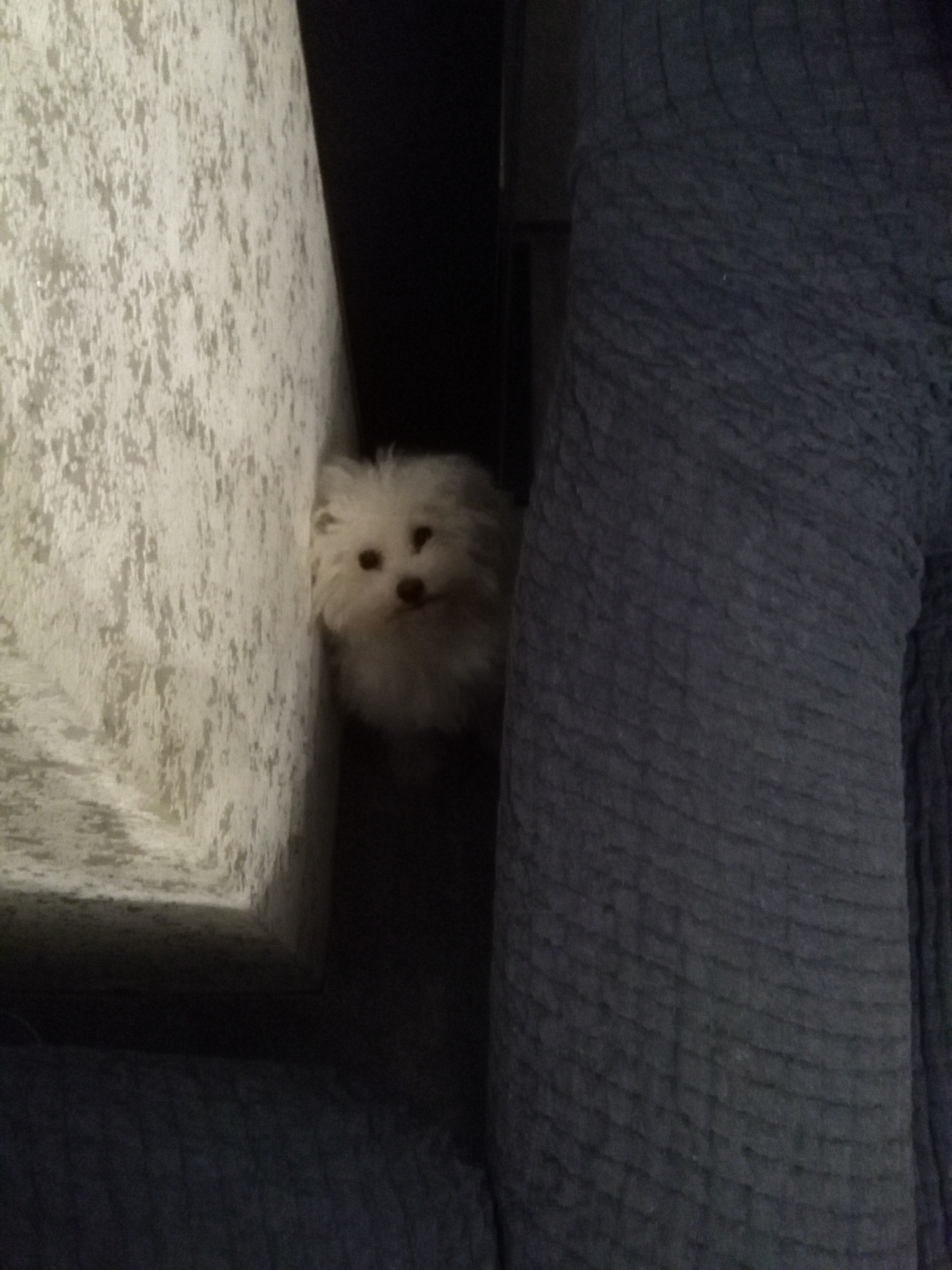
Pes trpící separační úzkostí

Následkem u některých psů, jsou-li uzavřeni někde sami, může být sled několika reakcí. Nejčastěji k nim dochází, když zůstává doma sám pes, který není přivyklý samotě.

## Příčiny úzkosti
Separační úzkost je v podstatě patologická závislost psa na svém majiteli. Jde tedy o samovolnou, majitelem nechtěnou, ale obrovskou vazbu mezi psem a jeho pánem, kdy je pes přílišně uvyklý na pánovu neustálou přítomnost.
Mnoho majitelů takto úzkostných psů si často ani problém neuvědomují, především v případech malých štěňat je tento problém obtížné rozeznat od běžné nejistoty typické pro všechna mláďata. Nejlépe od útlého věku je nutné nechávat psa po menších časových úsecích samotného, aby si postupně zvykal na chvíle, kdy bude muset zůstat sám.
Pes je tvor obecně velice emocionální. Na rozdíl od člověka, který používá především mimiku a gesta, pro vyjádření svých vnitřních pocitů, pes své vnitřní emoce dává najevo především pomocí ocasu - např. výškou postavení ocasu, intenzitou vrtění ocasu; dále i pomocí uší – např. tzv. sklopení uší atd. Spektrum emocí, které pes dokáže pocítit, zahrnuje od pocitů radosti a vzrušení přes pocity nudy a nervozity až po pocity hněvu a lítostivosti. Každý pes, který zůstane sám bez svého pána, pociťuje po tuto dobu více či méně hlavně smutek z osamění.
Sklony k separační úzkosti jsou pravděpodobnější u těch psů, jejichž majitelé se sami nachází v období emoční nestability. Ať už je tato nestabilita zapříčiněna problémem krátkodobějšího či dlouhodobějšího rázu (příklady krátkodobější problém x dlouhodobější: rozchod s partnerem x déle trvající samota bez vyhlídek navázat partnerský vztah). Tito psí majitelé podvědomě mohou navazovat velice pevné vazby se svými psi a nevědomky tak na ně mohou přenášet emoce negativních charakterů. Majitel tedy může přímo sám vytvářet podmínky pro rozvinutí patologického vztahu se psem. Navázat takto patologický vztah je velice snadné hlavně pro štěňata. Pro dospělé psi není proces navázání takového vztahu vyloučen, dá se však předpokládat pomalejší průběh než u štěňat.

## Projevy při separaci

### vokalizace (vytí,štěkání, kňučení)
- pes se v tomto případě snaží zpět "přivolat" pána či pomoc a upozornit na sebe, že je někde sám a nelíbí se mu to

### destruktivníchování
- ničení nábytku, vyhrabání koše, rozkousání bot = pes se snaží překonat strach, který v něm vznikne a hledá si jiný podnět, který by mu mohl pomoci se uklidnit (př. u člověka může být cvakání propiskou, kousání nehtů, tahání se za vlasy atp.)

### kálení či močení (v krátké době po odchodu majitele)
- obrovské nervové vypětí pro psa, částečná neschopnost kontrolovat tělo, např. svalstvo = v tomto případě je na místě vyloučit jiné možné alternativy (skutečná nutnost vykonat potřebu, onemocnění apod.)

### nadměrné olizování se a drbání se
- nepřiměřené chování = tzv. "ošívání se"

### snaha dostat se z uzavřeného prostoru
- opět snaha o útěk a překonání překážky v okolí, která brání úniku za pánem

### snaha dostat se do uzavřeného prostoru
- pro navození většího pocitu bezpečí (menší prostor = rychlejší a snazší zaregistrování potenciálního nebezpečí)

### ostatní příznaky
- hysterické pobíhání X chůze naprázdno
- větší plynatost
- rozšířené zornice psa
- svalový třes čili gradující nervozita 

## Doporučení
První krok spočívá v omezení fyzického kontaktu se psem. Tím je myšleno především:
- pán a pes by během spánku měli spát odděleně (tzn. pán ve své posteli, pes ve svém jasně vymezeném 'pelíšku')
- během nepřítomnosti pána by měl pes čekat na svém jasně vymezeném místě, nikoli hned za dveřmi (není tím však myšleno přiběhnutí psa ze svého místa pánovi na přivítanou ve chvíli jeho návratu)
- pes by měl setrvávat na svém jasně vymezeném místě i během chystání se pána k odchodu
- pán by neměl být psem neustále pronásledován i během obyčejného pobytu doma

Doporučuje se trpělivost a dávat pozvolný a nenucený průchod změnám. Za porušení nových pravidel je nemístné psa trestat, pokud mu tato nejsou ještě dostatečně jasná a vštípená. V této době je však doporučováno psa velice chválit a odměňovat, pokud je v jejich dodržování úspěšný. Pokud si je pán jist, že jeho pes porušil taková pravidla, která mu již byla zcela určitě jasná a vštípená, pak se velmi pravděpodobné, že se ze strany psa jedná o úmyslný vzdor, a jako takový zasluhuje trest. Za dodržování pravidel, které si již pes osvojil, je na místě běžná pochvala, občasná odměna a hlavně oboustranné dodržování pravidel - i ze strany pána. 

## Jak řešit problém
Prevence je vždy nejlepší cestou, avšak je-li již problém rozpoután, pak může pomoci následující:
- v nepřítomnosti svého pána dá pes přednost nějaké společnosti před úplnou samotou - jsou-li počátky přivykání novým pravidlům pro psa příliš strastiplné, pomůže, když nebude osamocen zcela (např. pes může být předán opatrovníkovi; opatrovník může psa hlídat přímo v obydlí, které pes sdílí se svým pánem či může být svěřen odborníkům do tzv. psí školky)

- pánovu nepřítomnost psovi pomůže překonat zabavení jeho mysli nějakým příjemným požitkem - příjemný požitek má pes z jídla (resp. 'žrádla'); v případě, že se pán hodlá zdržet mimo domov déle, je ideální žvýkací kost, jejíž konzumace psovi zabere delší dobu

- výcvik základních povelů - je výhodou, když pes tyto povely zvládá; pokud má pes pánem jasně vymezené vlastní místo (svůj 'pelíšek'), měl by zvládnout povel "místo" (=odebrat se na toto své vymezené místo a setrvat tam). Je důležité, aby pes toto místo nevnímal jako místo, kam je posílán za trest či místo, jež jej odlučuje od pána, čemuž se dá vyhnout např. přidáním oblíbené hračky, je-li pes na svém místě, odejde-li, hračku je nutné z místa rovněž odejmout. Toto je nutné striktně dodržovat.
- pes prožije pánův odchod i jeho nepřítomnost klidněji, pokud si bude jist, že se pán zase vrátí - je vhodné, když se pán pokusí vžít do světa svého psa (pes nerozumí, že doma je doma a nechápe, že je to místo, na které se určitě zase jeho pán vrátí. Pes vnímá jako 'domov' místo, kde je právě jeho pán. Uzavřený mezi stěnami vnímá pes nepřítomnost svého pána s obavami, že si pán nalezne jiné místo, kam odejde a on tam nebude moci odejít za ním. Těchto obav může pán svého psa částečně či i zcela zbavit, ujištěním o svém návratu. Řešením může být například použití vždy stejného pozdravu/hesla/povelu při odchodu i příchodu (pokud pán při příchodu zdraví psa např. pomocí pozdravu "ahoj" a tentýž pozdrav bude používat i při odchodu, pak pes bude zakrátko heslo "ahoj" vnímat dle vzorce ahoj=odejdu a ahoj=přijdu => ahoj=odejdu a přijdu). Pokud má pes pochopit takový ujišťovací signál, pak je nutné, aby jej pán použil naprosto před každým odchodem i po každém návratu. Vynechání pozdravu by nikdy nemělo sloužit jako trest.

- naučit psa správné reakci na odchod pána - je nutné trpělivě a postupně, avšak s absolutní důsledností vymezit psovi jeho hranice. Pokud je chování psa nežádoucí, je nutné, aby mu to jeho pán ukázal svým zamítavým postojem, při kterém pes vnímá pánovo držení těla (dát ruce v bok/ zdvihnout varovně ukazováček atp.), pes vnímá také lidskou mimiku (zamračený pohled/ostrý pohled přímo do očí atp.), neméně důležitý je pánův nesouhlasný tón (např. mírné zvýšení hlasu/prohloubení hlasu či třeba i výhružné zavrčení). Ať už pán zvolí jakýkoli nesouhlasný postoj, je nutné jej používat vždy stále stejně (z různých postojů bude pes zmatený a nedokáže jim přisuzovat míru závažnosti). Důsledné musí nutně být i striktní dodržování vzorce prohřešek = nesouhlas, tzn. že dopustí-li se pes určitého prohřešku, vůči kterému pán vyjádří nesouhlas, potom po opětovném dopuštění se téhož prohřešku, musí zásadně následovat opět nesouhlas (pes je při osvojování pravidel svého pána zcela závislý jen na jeho reakcích. Reaguje-li pán na tytéž situace nepředvídatelně a různě, potom pes nemá žádnou šanci vyčíst z nich, jaké chování je po něm vyžadováno a bude se rovněž chovat nepředvídatelně).
- fyzický trest se při osvojování pravidel nesmí používat - pes je schopen naučit se cokoli bez hrubého fyzického kontaktu, při učení by neměl být hrubší fyzický kontakt nikdy použit

- nedokáže-li svého psa ukáznit pán sám svými vlastními silami, je nutné obrátit se na odborníka - odborník individuálně posoudí situaci a pomůže nalézt řešení psovi přímo "na míru"[7][8]